# SOPHIE échelle spectrograph
SOPHIE (fr. Spectrographe pour l’Observation des Phénomènes des Intérieurs Stellaires et des Exoplanètes) – wysokiej rozdzielczości spektrograf znajdujący się przy teleskopie zwierciadlanym o średnicy 1,93 m we francuskim obserwatorium astronomicznym Observatoire de Haute-Provence. Działa od października 2006. Spektrograf używany jest do pomiarów astrosejsmologicznych i wykrywania planet pozasłonecznych przy użyciu metody prędkości radialnej (spektroskopii dopplerowskiej).